# 삼성 센스
삼성 센스(Samsung SENS)는 삼성전자의 노트북 시리즈(Samsung Electronics Notebook System)의 약칭으로 삼성전자에서 발매한 노트북의 총칭인 삼성전자의 상표다. 2011년 2월부터 센스라는 상표를 사용하지 않고, 삼성노트북 시리즈 3/5/7/9로 바뀌었다가, 2013년 7월 14일부터 삼성 매직스테이션과 같이 삼성 아티브 브랜드로 통합되었다. 삼성 랩탑 브랜드는 1994~2013년은 삼성 센스, 2013~2015년은 삼성 아티브 북, 2014~2022년은 삼성 노트북, 2017~2020년도는 노트북 오디세이, 2017년도부터 현재까지는 갤럭시 북 시리즈이다.
대한민국에서 삼성 센스는 LG 엑스노트(XNOTE), 삼보 에버라텍 등과 같이 인기를 누렸었다.

## 시리즈

### 초기 모델들
삼성이 노트북 사업을 처음 시작한 것은 1994년 9월에 출시한 SPC5800/5900 시리즈이다.SPC5850까지는 486 프로세서를 탑재하였고 SPC5900부터는 펜티엄75MhzCPU를 탑재하였다. 입력 장치로는 트랙볼을 사용하였다. 이 때만 하더라도 독립된 브랜드 이름이 존재하지 않았다. 당시 대한민국에서 노트북 컴퓨터는 한국 밖에서 만들어 들여온 제품이 많았기 때문에 최초의 한국산 모델이라는 점이 중요하였다. 1995년, 드디어 센스라는 브랜드를 론칭하고, 기존 모델을 브랜드만 붙여 계속 판매하였다.
1996년 1월, 삼성전자는 대학생 등 졸업·입학 수요를 노려 노트북 등 PC 제품들을 할인하는 행사를 가졌는데, 이것이 삼성 아카데미 축제의 시초다. 이후 삼성은 1996년 9월, 센스 500 시리즈를 출시한다. 센스 500 시리즈는 펜티엄 프로세서를 사용하였고, 착탈 가능한 광학 드라이브가 있었다. 12.1인치 대형 TFT 모니터는 물론, 당시로는 얇았던 4cm 안팎의 두께를 가지고 있었다.
이후 삼성에서는 센스 600 시리즈를 출시하였다. 펜티엄 MMX 계열 프로세서 또는 펜티엄 II, 인텔 셀러론 프로세서를 달고 나왔고, 이전 기종에 비해서 두께가 3cm 정도로 줄어들었다. 그 후 15인치 액정을 탑재한 센스 800 시리즈도 출시되었다. 펜티엄 2/3 프로세서를 탑재하였고, 인터넷 전용키와 옵션 사양으로 Zip 드라이브도 장착 가능했다.

### 2001년 이후 모델들

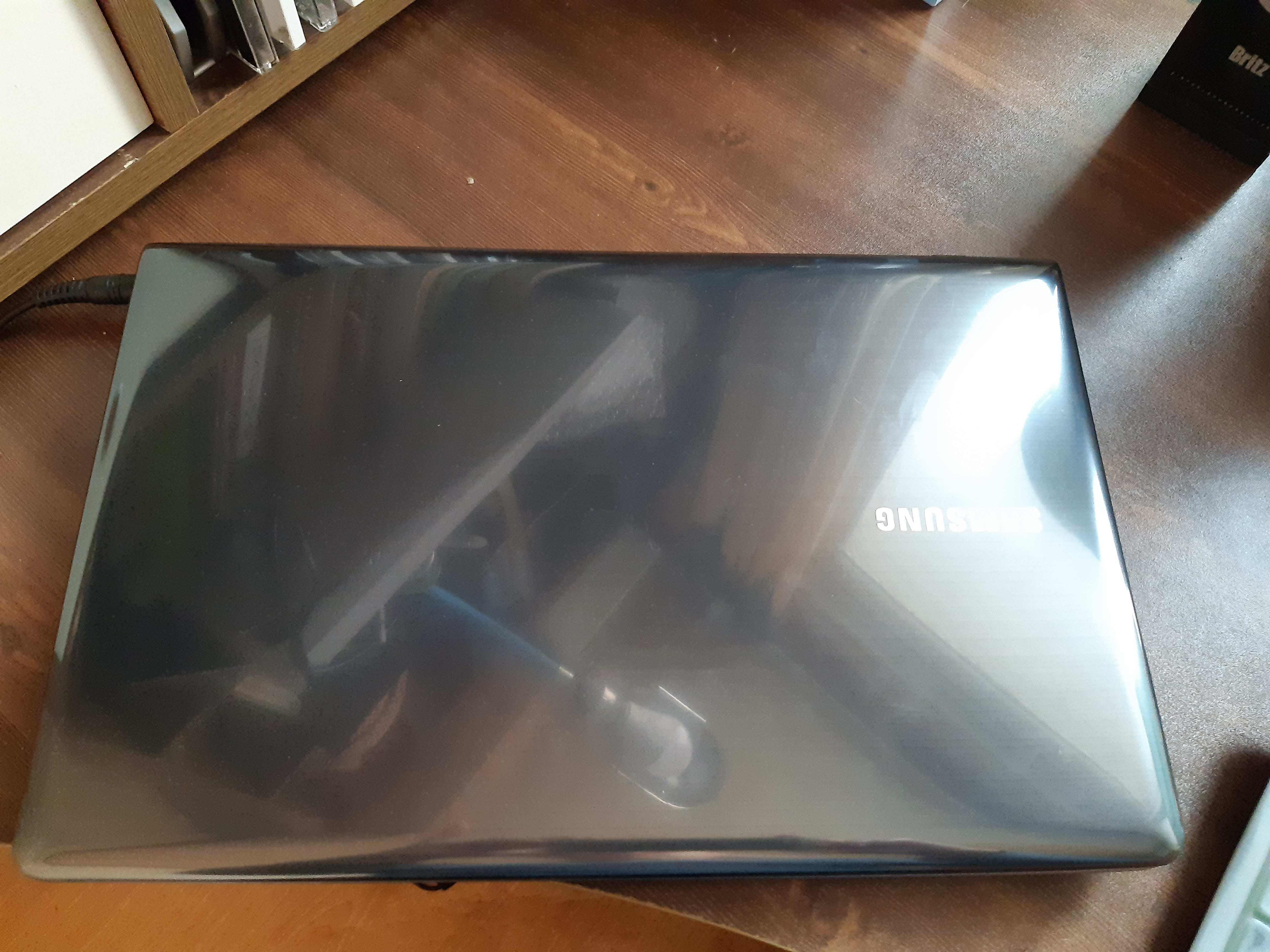
삼성 노트북3

삼성전자는 2001년 V10을 출시하면서 그 동안의 세 자리수 모델명을 버리고 새로운 체계를 도입하였다. 그러면서 A, T, P, Q, V 시리즈를 출시하게 되었다. A 시리즈는 AMD 애슬론 프로세서를 탑재하고 저렴한 가격에 출시되었지만, 현재는 단종되었고 이어지지 않고 있다. 한편, JBL 스피커를 장착하고 모바일 펜티엄 4를 탑재한 M30, M35가 출시되었다. 당시 파격적인 사양이었던 ATI 라데온 그래픽 카드 및 2차 하드디스크 공간을 제공하였다. 이 모델군을 끝으로 센스는 펜티엄을 접고 새로운 프로세서를 장착하여 출시하게 된다.

### 센트리노 출시 이후 모델들
2003년 인텔이 센트리노 플랫폼을 발표하면서 삼성은 X10을 출시하면서 센트리노 시대를 열었다. 이 모델은 14인치 액정을 탑재하고 있고, 1.8kg의 무게를 가지고 있었다. 그 이후로도 X10의 마이너 모델인 X05, 15인치 모델을 탑재한 X15 등이 출시되었다. 액정 해상도와 CPU, 그래픽 카드가 다른 많은 파생 모델이 나왔다. 이를 기반으로 하여, 삼성전자 최초로 17인치 액정을 탑재한 M40이 출시되었다. 비록 높은 가격으로 인해서 인기를 많이 얻지는 못했지만 출시 당시 17인치 노트북 중 가장 가벼운 2.99kg의 무게를 자랑하였다. 그 후 펜티엄 M ULV를 탑재한 센스 Q30을 출시했다.
인텔 소노마 플랫폼 발표 이후 삼성은 X20, X25, X50 시리즈를 준비하였다. 원래 계획은 X25는 성능 위주, X20은 가격 위주로 나누려고 했으나 이후에 X20의 고사양 모델이 나오면서 현재는 X25 시리즈는 나오지 않고 있다. X20 시리즈는 15인치 액정을 탑재하였고, 인텔 GMA 900 및 ATI 라데온 그래픽 카드를 탑재하였다. 후에 X05의 소노마 버전인 X06을 출시하였고, 보급형 기종 R50이 출시되었다. R50은 15.4인치 와이드 액정을 탑재하였고, ATI X300/X700 그래픽 카드를 탑재했으며 사양에 비해 낮은 가격으로 출시되었다. 또한 DMB 방송 수신 기능 및 CPU가 강화된 Q30 Plus 시리즈가 출시되었다.

### 울트라 모바일 PC 모델
- 2006년 인텔ㆍMS와 공동 개발한 세계 최초 울트라모바일PC `센스 Q1`에 이어 2007년에는 2세대 UMPC `센스 Q1 울트라를 출시해 세계 PC업계 주목을 받았다. 센스Q1’은 휴대폰, PDA와 같은 모바일기기와 노트북PC 사이에서의 새로운 기기에 대한 시장의 요구에 대응해 개발된 제품이다. 이미 세빗 2006에서 선보여 화제를 모으기도 했었다. 삼성전자의 UMPC인 '센스Q1'은 7인치의 LCD와 터치스크린을 채용했으며 약 700g의 무게로 기존 노트북에 비해 휴대성이 대폭 강조된 제품이다. 또한 지상파DMB, 블루투스, 유무선 LAN을 기본 탑재했으며 내비게이션 같은 부가기능도 옵션으로 선택이 가능하여 용도에 맞게 사용할 수 있다.
- 2007년 출시한 2세대 UMPC `센스 Q1 울트라의 경우는 인텔이 창안한 UMPC 전용 모바일 플랫폼 "Intel Ultra Mobile Platform 2007"으로 구성되어있으며 CPU: 인텔 메카슬린 800MHz, OS:윈도비스타 홈 프리미엄, 크기:227.5*123.9*22.9mm, 무게 690g, LCD:7인치 WSVGA(1024*600),네트워크: 10/100 이더넷, 802.11 b/g, 블루투스2.0, HSDPA, 와이브로, 메모리: 1GB의 사양을 지니고 있다.

### 센트리노 2 탑재 모델
- 2008년 7월 삼성은 인텔 센트리노2(코드명:몬테비나)를 탑재한 노트북 센스를 선보였다. 개인용 제품은 크리스털 블랙 디자인을 기본으로 센스 Q210(12.1인치), Q310(13.3인치), R560(15.4인치), R710(17인치)에는 앞부분을 붉은 색으로 물들인 '레드 이클립스' 디자인이 적용됐고, 센스 R460(14.1인치), R510(15.4인치)에는 간결하면서도 세련된 블랙 또는 실버 디자인이 적용됐다.
- 기업용 제품들은 선택사양으로 지문인식 장치를 채택해 보안기능을 크게 강화했고, 지문 인식을 통한 보다 빠르고 편리한 PC 부팅과 인터넷 접속이 가능하다. 모두 센트리노2 기반으로 설계돼 모바일 환경에 적합하며 웹 카메라와 마이크를 기본으로 내장했고 HDMI 포트를 기본 사양으로 탑재해 HD컨텐츠를 TV에 연결해 대화면으로 감상할 수 있는 등 멀티미디어 지원기능이 강화됐다.또한 기가비트 LAN을 신제품 전체 모델에 적용해 인프라가 갖춰진 상태에서는 기존 10/100M LAN 대비 10배나 빠른 속도로 인터넷을 이용할 수 있다. 특히 노트북의 상태를 주기적으로 점검하고 문제 발생 시 자동으로 치료해주는 삼성 매직닥터, 사용자가 원하는 시점으로 시스템을 복구하거나 외부 저장 장치 (USB 메모리, 외장 HDD, DVD 등)에 시스템 백업을 도와주는 삼성 복원 솔루션 III 등도 탑재돼 있다.

### 코어 2 듀오 탑재 모델
- 2009년 삼성전자는 센트리노 2 기반 및 코어2듀오 기반의 노트북의 파생모델을 많이 출시하였다.
- 2009년 중순부터 윈도 7으로 운영 체제의 한 획을 긋는다. 윈도우 비스타 보다 훨씬 호응도, 성능이 좋아져 윈도우 비스타의 시대는 끝났으며, 윈도우 XP와 윈도 7이 양대산맥이 된다.

### 코어 i3/i5/i7탑재 모델

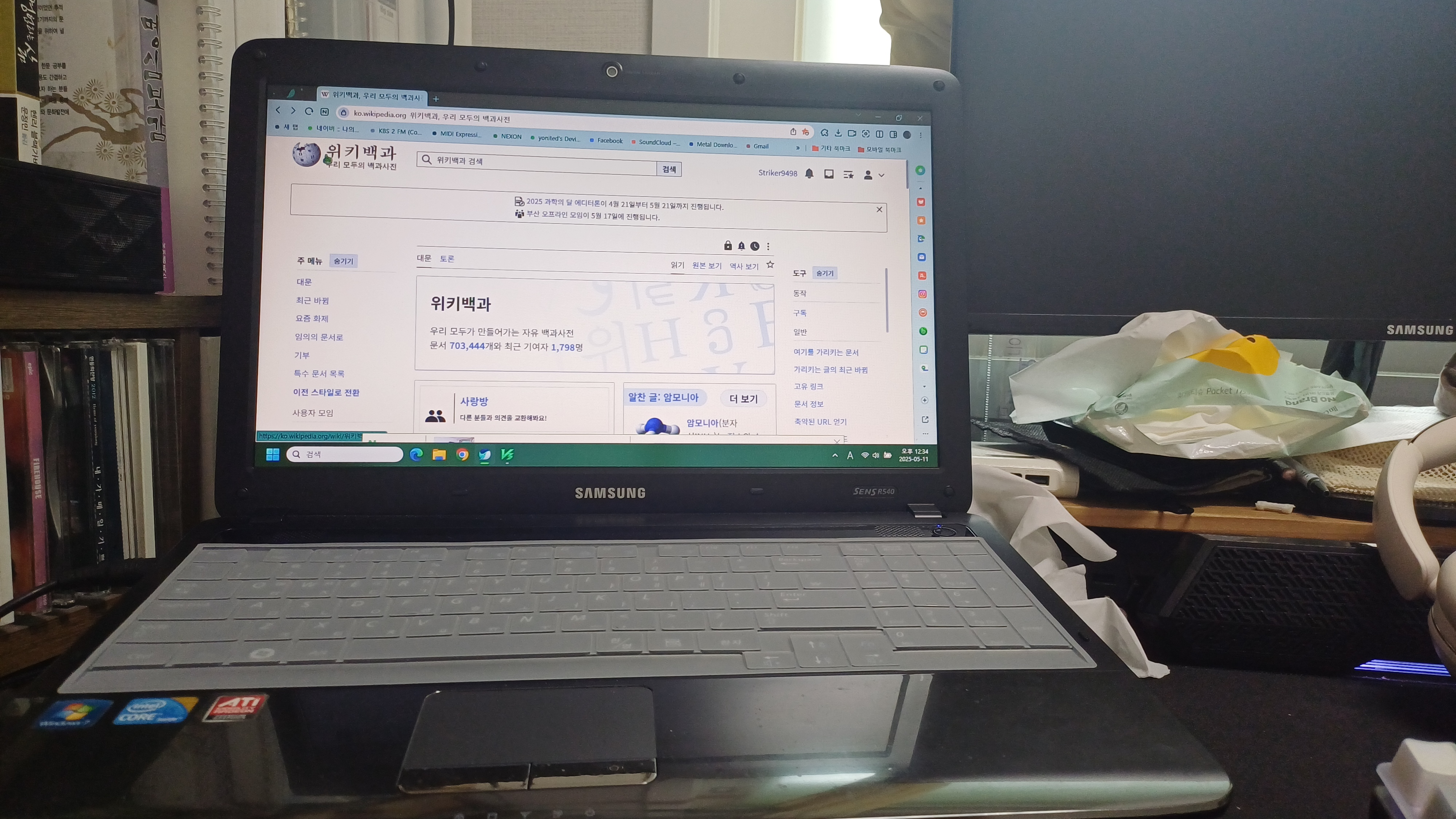
노트북 센스 R540

- 2010년 1~2월 삼성은 인텔의 Core 시리즈의 최신 32nm공정의 저발열, 저소음 2010년 당시 최고성능의 CPU인 Core i3/i5/i7을 장착한 고성능 CPU 장착의 노트북을 판매하였다. 지금의 노트북의 개념을 뒤집은 타사의 도발에 잇달아 그라데이션의 엣지있는 디자인과 페블키보드를 적용한 센스 r580/r480 모델 등이 있다.
- Intel 내장 그래픽도 괜찮은 성능을 자랑하므로 넷북 등의 HD 영상 관람도 문제가 없다.
- 또한 블루투스 3.0, USB 3.0을 지원하는 모델도 있다.(2010년말)
- 노트북은 딱딱한 모델이라는 선입견을 버려주는 유선형(돌핀 스타일) 샤크 스타일의 SF모델의 노트북도 출시되었다.
- 모델명을 조사해보면 NT, SF, NF(넷북), RF등으로 나뉜다.
- 터치패드는 E-LAN등의 제품을 취급하며 일명 투터치라 불리는 멀티터치(두 손가락 내지 세 손가락 동시 인식 가능) 기능을 지원하는 멀티터치패드로써, 맥 노트북을 연상하게 한다.
- 보급형 노트북도 2010년부터는 꽤 괜찮은 성능이 많다. 펜티엄 듀얼코어도 2.0GHz 이상의 성능으로 Core 2 Duo의 CPU의 성능을 뒤집는 도발이 있었다.
- 소프트웨어로는 삼성 복원 솔루션 IV를 출시하였으며, Windows 7이라는 2010 최신의 윈도를 기본 장착한다.
- DLNA로써 서로 DLNA를 지원하는 디지털 기기라면 무선으로 자료교환이 손쉬워지도록 삼성의 DLNA 기술인 ALL SHARE를 채택하였다.

예를 들어 삼성DLNA지원스마트TV와 삼성DLNA지원노트북이 있을 경우 노트북의 동영상을 TV에서 보는 것도 가능하다.

### 노트북 오디세이
Samsung Notebook Odyssey는 2017년에 출시된 17.3인치/15.6인치 게이밍 노트북으로 NVIDIA GTX 1050 그래픽 칩을 탑재했다. 2세대 제품은 2019년에 NVIDIA GeForce RTX 20 시리즈 GPU를 탑재하여 출시되었다.

## 해외시장 진출
삼성전자는 영국, 독일, 프랑스, 이탈리아, 스페인 등 유럽 5개국과 러시아, 우크라이나에 노트북 PC를 수출 중이며, 미국에는 울트라모바일PC(UMPC)만을 판매하고 있다. 삼성전자는 2005년 노트북PC 수출 35만대, 2006년 50만대 이어 2007년 지난해 대비 두 배 넘는 노트북PC를 수출하게 됐다.그동안 삼성전자는 해외시장에 중고가 노트북PC 제품에 집중했으나, 2007년부터 보급형 중저가 제품군을 늘려 노트북PC를 새로 구입하는 해외 사용자에게 높은 호응을 받았다. 또 하이그로시 블랙 색상을 도입하는 등 소비자 감성을 자극하는 디자인 부문을 강화한 것도 수출 증가에 영향을 미쳤다는 분석이다.

## 자이젠 통합
자이젠은 삼성컴퓨터 고객을 위한 컴퓨터 활용 및 정보 위주의 인터넷 서비스를 의미한다.
- 자이젠이란 Zone @ IT GENeration를 의미한다.
- 삼성 컴퓨터(노트북 및 데스크톱)에 대한 상세한 정보를 알 수 있으며, 삼성컴퓨터의 고객지원도 이루어진다. 이밖에도 컴퓨터 강좌가 제공되며 삼성 컴퓨터에 필요한 소프트웨어 공개 자료실이 존재한다. 또한 삼성 컴퓨터와 관련된 추가적인 옵션 상품들을 사이트를 구매할 수 있는 쇼핑몰이 따로 구성되어 있다.
- 2009년 3월 23일 삼성 모바일 닷컴 사이트에 통합되었다.
- 2011년 1월 삼성전자로 삼성모바일, 삼성지펠, 삼성TV등의 홈페이지도 같이 통합되었다.

## 자이제니아
자이제니아는 삼성전자가 지난 2004년부터 자사 노트북 센스를 위하여 만든 소비자 전문가(프로슈머)모임이다.
- 주요 활동 내용으로는 마케팅 실무교육과 신제품 체험, IT봉사활동, 전시회 서포터즈 등이 있다.
- 팀별로 6개월간 활동을 하며 미션을 수행하는 프로그램으로 진행된다. 웹진, UCC, PR, 사진, 블로그 등의 역할별 미션을 통해 IT산업의 프로슈머로 활동한다.

## 같이 보기
- 삼성전자